# Brinton
Brinton é uma cidade e freguesia no distrito de North Norfolk em Norfolk, Inglaterra, cerca de 22,7 milhas (36,5 km) de Norwich. A paróquia tem uma área de 496 hectares e uma população de 122 pelo censo de 2001

## Transporte
A via principal é a A148, que vai de King's Lynn até Cromer.

### Aeroporto
O Aeroporto Norwich está localizado 19,7 milhas (31,7 km) sul da povoado e oferece ligações aéreas directas entre o Reino Unido e a Europa.

## Igreja
A igreja de Brinton é denominada "São Andrew".